# حسين الموسوي (نائب)
حسين الموسوي، من مواليد بلدة النبي شيت قضاء بعلبك عام 1943. هو سياسي وعضو في المجلس النيابي اللبناني تلقى دروسه الأولى في مدرسة البلدة الابتدائية، والتكميلية والثانوية في الكلية العاملية، والمرحلة الجامعية في الجامعة العربية في بيروت التي تخرج منها مجازا في اللغة العربية وقواعدها. انتخب نائبا عن منطقة بعلبك الهرمل في دورة العام 2009، و مدد له إلى عام 2018.

## في العمل العسكري والحزبي
- كان مسؤولا في حركة أمل اللبنانية حتى العام 1982 حيث كان يشغل منصب نائب الرئيس للحركة التي كان نبيه برّي رئيسا لها . حيث انشقّ عنها وأسس حركة أمل الإسلامية.
- في بداية التسعينيات انخرط في صفوف حزب الله وحلّ تنظيم حركة أمل الإسلامية.